# St. Pauli Theater

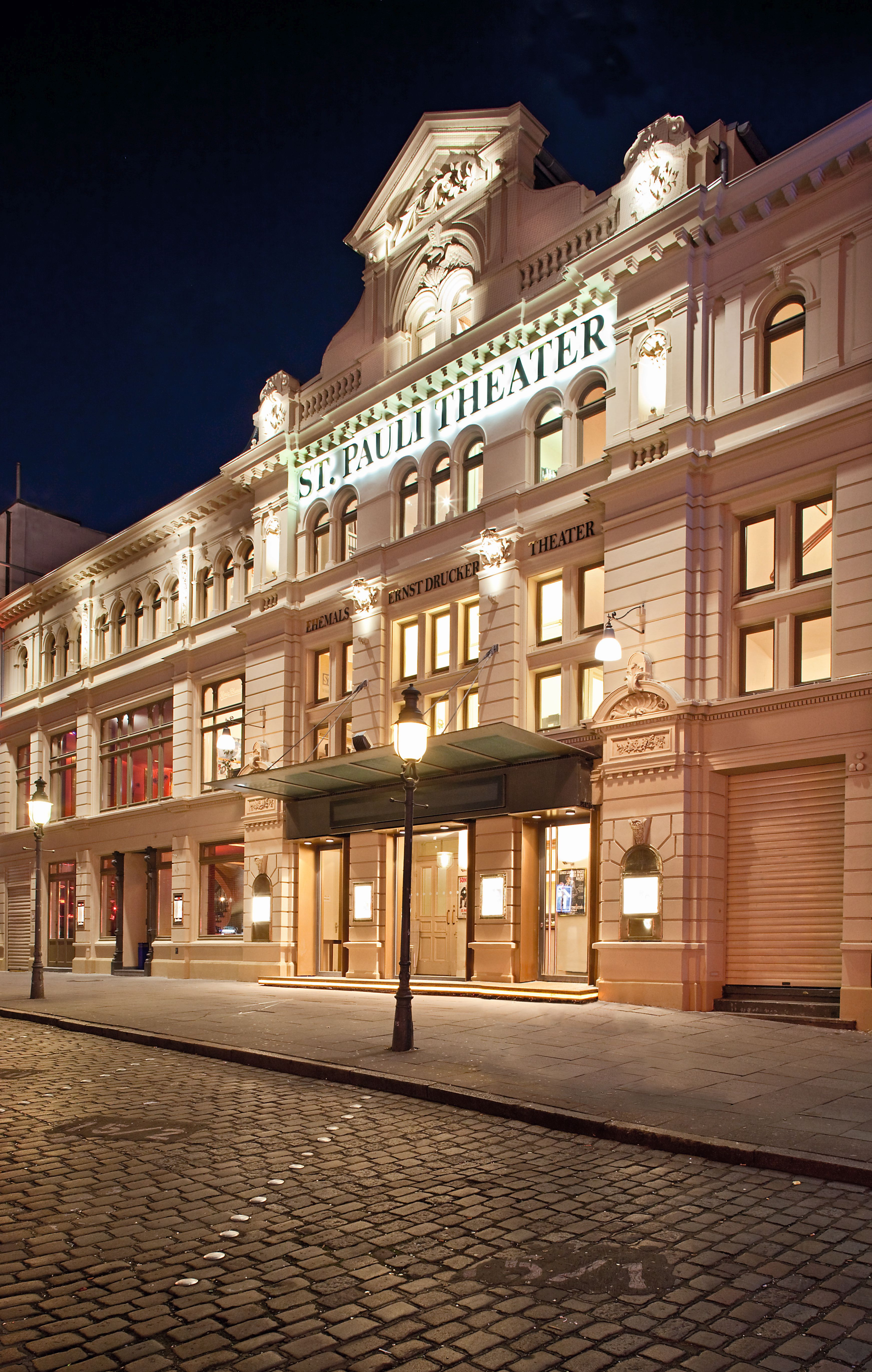
St. Pauli Theater am Spielbudenplatz

Das St. Pauli Theater ist ein 1841 gegründetes Theater im Hamburger Stadtteil St. Pauli.
Das Theater liegt am Spielbudenplatz (an der Reeperbahn) neben der Davidwache und ist das älteste Privattheater in Hamburg und eines der ältesten Theater in Deutschland. Der Theaterbau mit Zuschauerraum, der um 1898 eine reicher gestaltete Vorderfassade erhielt, entstand ebenfalls 1840/1841 und steht unter Denkmalschutz.

## Geschichte

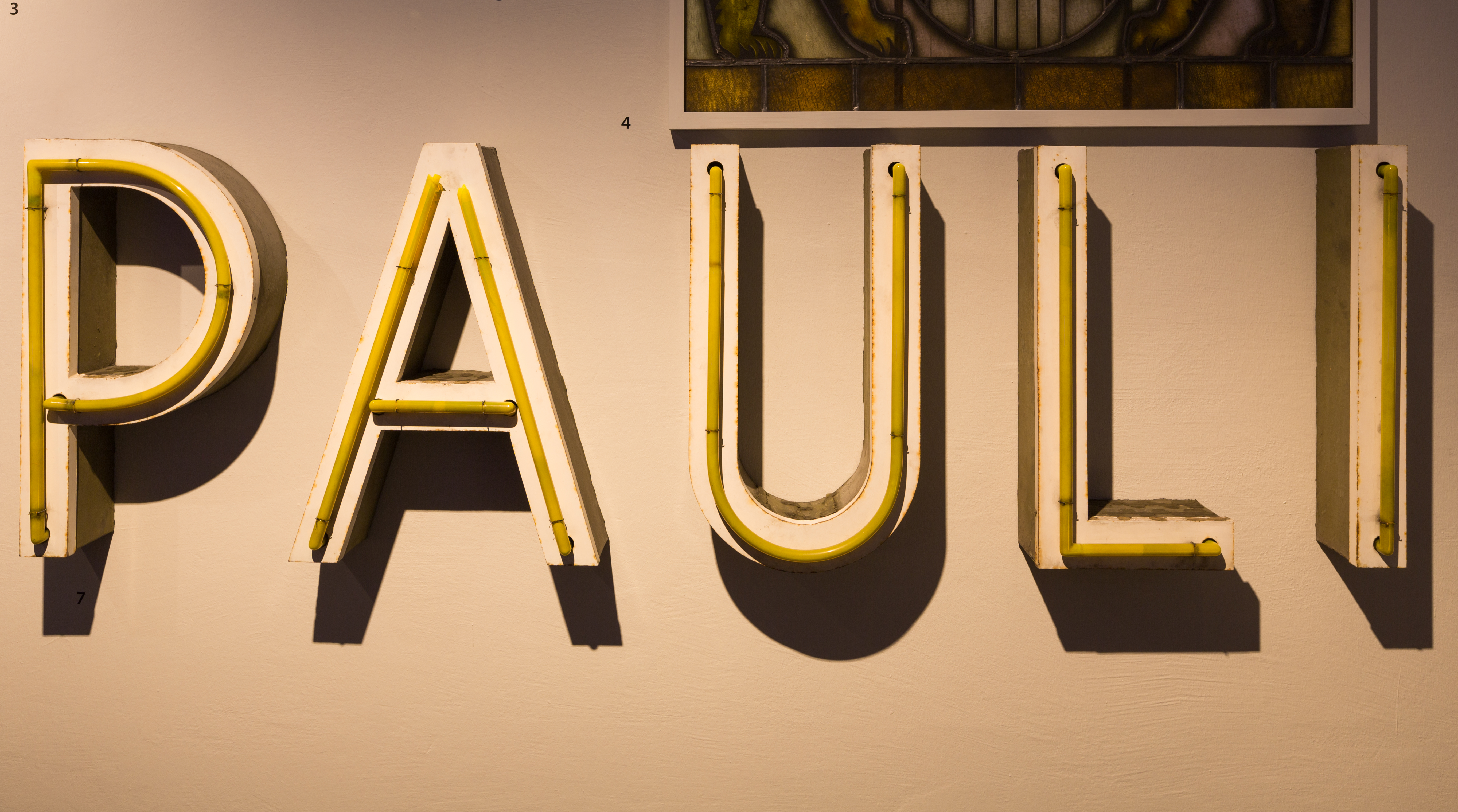
Ehemalige Leuchtreklame des St. Pauli Theaters

Das Theater wurde am 30. Mai 1841 als „Urania-Theater“ eröffnet und nach finanziellen Schwierigkeiten 1844 durch eine Aktiengesellschaft als „Actien-Theater“ weiterbetrieben. 1863 ersteigerte Carl J. B. Wagner das Theater und nannte es fortan „Varieté-Theater“. 1884 übernahm Ernst Drucker das Theater („Ernst Drucker Theater“) und spielte erfolgreich Hamburger Volksstücke. Ein Polizist der benachbarten Davidwache, Julius Schölermann, schrieb das Stück Familie Eggers oder eine Hamburger Fischfrau (1886), in dem die beliebte Figur Thetje mit de Utsichten auftritt. Allein vom „Hausdichter“ Theodor Francke wurden 1896 bis 1919 zwanzig Theaterstücke erstaufgeführt, darunter Der Kartoffelkönig von Ochsenwärder (1916) und Die Hamster-Rieke aus dem Trampgang (1917) mit jeweils rund 400 Aufführungen. Ein weiterer „Hausautor“ war Theodor Stockmann. Zwischen 1919 und 1951 erlebten 30 niederdeutsche Possen mit Lokalkolorit aus seiner Feder ihre Erstaufführung in dem Haus am Spielbudenplatz, aber auch Dramen von Henrik Ibsen und Gerhart Hauptmann wurden gespielt. Nach dem Tod Druckers kaufte Siegfried Simon 1921 das Theater. Als er 1924 starb, übernahm seine Frau, Anna Simon, die Leitung. In dieser Zeit bearbeitete Paul Möhring die Lebensgeschichte des Hamburger Originals Henriette Johanne Marie Müller zu einem Theaterstück, das 1940 unter dem Titel Zitronenjette uraufgeführt und zu einem legendären Erfolg wurde.

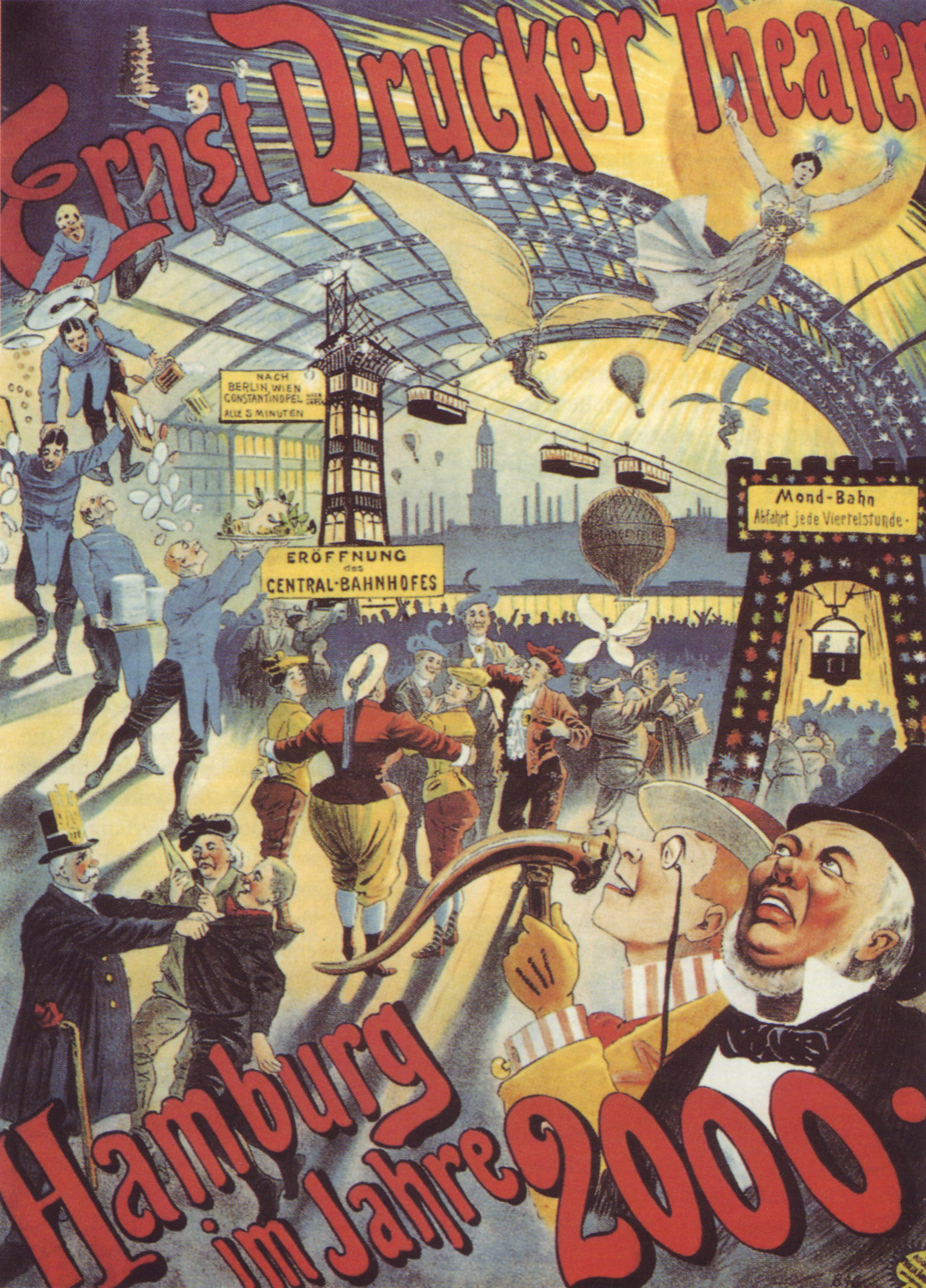
Plakat des ehem. Ernst Drucker Theaters 1896

Als in der Zeit des Nationalsozialismus auffiel, dass Ernst Drucker Jude gewesen war, wurde das Theater von der Besitzerfamilie Simon 1941 in „St. Pauli Theater“ umbenannt. Das während des Zweiten Weltkriegs nicht beschädigte Haus wurde am 29. August 1945 mit Zitronenjette wiedereröffnet.
Kurt Collien übernahm die Leitung im Jahr 1970. Freddy Quinns Musical Der Junge von St. Pauli,  das 140 Vorstellungen erlebte, wurde uraufgeführt und auch Zitronenjette weitergespielt. Bis in die 1980er Jahre war das Haus mit niederdeutschem Mundarttheater erfolgreich. Unter den Nachfolgern, Michael Collien († 4. Mai 2018) und Thomas Collien, wandte es sich mit Stars wie Marika Rökk, Elke Sommer, Gunther Philipp und Willy Millowitsch von den niederdeutschen Stücken ab und orientierte sich hin zu Comedy und internationalen Tanz- und Musikshows. Produktionen wie Le Quatuor, Gumboots oder Lady Salsa feierten hier Deutschland-Premiere.
Im Frühjahr 1996 veröffentlichte die Düsseldorfer Punk-Rock-Band Die Toten Hosen zu ihrem Song Paradies, der auf ihrem Musikalbum Opium fürs Volk enthalten ist, einen von der Regisseurin Gabriele Oestreich in Zusammenarbeit mit dem Filmemacher Martin Weisz gedrehten Videoclip, der mit der Band im St. Pauli Theater aufgezeichnet wurde. Außerdem drehte die bayerische Alternative-Rock-Band Emil Bulls ihren 2003 erschienenen Videoclip zu dem Song This Day, der auf dem Album Porcelain zu finden ist, in dem Theater.
2003 kamen Ulrich Waller und Ulrich Tukur zu Thomas Collien ans Haus. Mit bekannten Persönlichkeiten der deutschen Theater- und Kabarettszene (u. a. den Regisseuren Peter Zadek, Wilfried Minks, Horst Königstein, Franz Wittenbrink, Michael Bogdanov, Peter Jordan/Leonhard Koppelmann, Gerburg Jahnke, Jérôme Savary, Guntbert Wans, Dania Hohmann und Julia Hölscher) erarbeiten sie wieder eigene Produktionen. Der Schwerpunkt sind Gegenwartsstücke in der Tradition des „Wellmade-Play“ von Autoren wie Yasmina Reza, Florian Zeller, Nina Raine oder Daniel Kehlmann auf der einen und Musiktheaterproduktionen wie Die Dreigroschenoper, Cabaret, Anatevka, Nachttankstelle oder Die Carmen von St. Pauli auf der anderen Seite. Dabei waren Schauspieler wie Eva Mattes, Ulrich Tukur, Peter Franke und Christian Redl, Herbert Knaup, Sebastian Bezzel, Johanna Christine Gehlen, Uwe Bohm, Hannelore Hoger, Volker Lechtenbrink, Gustav Peter Wöhler, Angela Winkler, Burghart Klaußner, Barbara Auer, Otto Sander, Ben Becker, David Bennent, Angela Schmid, Thomas Heinze und Johann von Bülow, Oliver Mommsen, Stephan Großmann, Sven-Eric Bechtolf, Anne Weber u. a. sowie Kabarettisten wie Mathias Richling, Matthias Deutschmann, Josef Hader, Hagen Rether, Roger Willemsen, Missfits, Gerhard Polt, Georg Schramm und Horst Schroth.
Seit 2003 ist das Haus Veranstalter des Hamburger Kabarettfestivals (gegründet 1987 auf Kampnagel), seit 2005 veranstaltet das St. Pauli Theater zusammen mit der Hochschule für Musik und Theater das Nachwuchsfestival Kiezstürmer für junge Regisseure.
Seit 2007 vergibt der Förderkreis des St. Pauli Theaters den Ulrich-Wildgruber-Preis. Seit 2011 firmiert das Theater mit dem Zusatz „ehemals Ernst Drucker Theater“. Das Haus wurde 2016 unter Berücksichtigung des Denkmalschutzes umfassend restauriert.